# 1992 NJ
1992 NJ är en asteroid i huvudbältet som upptäcktes den 1 juli 1992 av den australiensiske astronomen Robert H. McNaught vid Siding Spring-observatoriet.
Asteroiden har en diameter på ungefär 17 kilometer.